# فرانكو كولومبو
فرانكو كولومبو (بالإيطالية: Franco Columbu)‏ لاعب كمال أجسام محترف، وممثل سينمائي، ومشارك في مسابقات أقوى رجل في العالم.

## روابط خارجية
- فرانكو كولومبو على موقع IMDb (الإنجليزية)
- فرانكو كولومبو على موقع ألو سيني (الفرنسية)
- فرانكو كولومبو على موقع أول موفي (الإنجليزية)
- فرانكو كولومبو على موقع قاعدة بيانات الأفلام السويدية (السويدية)
- فرانكو كولومبو على موقع قاعدة بيانات الفيلم (الإنجليزية)
- فرانكو كولومبو على موقع كينوبويسك (الروسية)